# Migdal

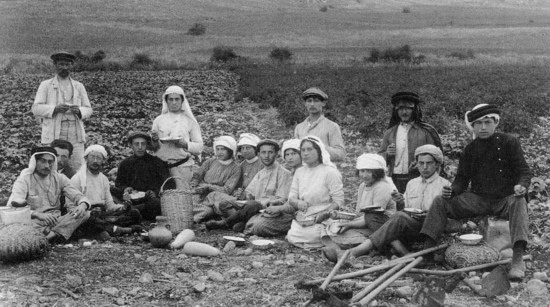
Bilu pioniers in Migdal, 1912

Migdal (Hebreeuws: מִגְדָּל) is een stad in het district Noord van Israël. Het is gesticht in 1910, en werd de status met een plaatselijke gemeenteraad in 1949. In 2017 telde het een bevolking van 1887 mensen.
Migdal ligt in de buurt van Ginosar en ongeveer 8 km ten noorden van Tiberias aan het Meer van Tiberias.

## Geschiedenis
Migdal is vernoemd naar een stad van de Tweede Tempel Periode genaamd "Magdala (Bijbel)". De stad uit de oudheid is naar men gelooft gelegen op de plaats van het ontvolkte Palestijnse dorp al-Majdal, die de oorspronkelijke naam heeft behouden.
In 1908 vestigde een kleine groep van Duitse Katholieken zich hier die de locatie identificeerden als de geboorteplaats van Maria Magdalena. Zij vertrokken na een jaar en het land werd gekocht door Russische Zionisten die een boerderij stichtten, Ahuzat Moskva (Landgoed Moskou) in 1910. Deze nederzetting was naast het Arabische dorp al-Majdal. Een paar jaar later was het land verkocht aan private investeerders. Een kampement van Gdud HaAvoda werkers die de Tiberias-Rosh Pina weg bouwden daar in 1921.
Ten tijde van Flavius Josephus, in de 1ste eeuw na Chr., heette de stad Magdala. Tijdens Joodse Oorlog (66 - 70 na Chr.) werd de stad met grond gelijkgemaakt. Tijdens de Ottomaanse periode droeg de stad de naam al-Majdal. Volgens een volkstelling  uitgevoerd door de Britse bezetting in 1922 had Migdal 51 inwoners, waarvan 42 Joodse en 9 moslims. Na de Arabisch-Israëlische Oorlog van 1948 werden de Palestijnse bewoners overgehaald om te evacueren naar Jordanië.

## Opgravingen
In september 2009 zijn er resten opgegraven van een synagoge die dateert uit het begin van onze jaartelling. In het najaar van 2021 werden bij het verbreden van autoweg 90 de resten van een tweede synagoge uit dezelfde tijd opgegraven.